# 泰森·盖伊
泰森·盖伊（英語：Tyson Gay，1982年8月9日—），生于美国肯塔基州列克星敦，是美国田径短跑运动员。2007年世界田径锦标赛100米，200米，4x100米接力三冠王。2013年7月14日，盖伊被驗出對禁藥呈陽性反應。蓋伊強調，自己並無服用禁藥，但承認犯錯，會退出7月19日的鑽石田徑聯賽及8月在莫斯科舉行世錦賽，他期望日後可以繼續參賽。

## 成就
- 2007年8月26日，在大阪世界田径锦标赛男子100米决赛中，最后30米反超了世界纪录保持者（当时）的阿萨法·鲍威尔，以9秒85的成绩赢取冠军。
- 2007年8月30日，在大阪世界田径锦标赛男子200米决赛中，面对着风速-0.8米/秒的不利环境，以19秒76的成绩赢取冠军，打破了迈克尔·约翰逊在1995年创造的世锦赛纪录（当时）。
- 2007年9月1日，在大阪世界田径锦标赛男子4×100米接力决赛中，代表美国队跑第3棒，以37秒78的成绩赢取冠军。
- 2008年6月28日，在美国田径锦标赛男子100米二次预选中，跑出了9秒77的成绩进入半决赛，打破了莫里斯·格林在1999年创造的美国纪录。
- 2008年7月6日，在美国田径锦标赛男子200米二次预选中，由于左腿肌肉突然拉伤，在起跑后30米处摔倒，失去了北京奥运会200米的参赛资格。
- 2008年8月16日，在北京奥运会田径男子100米半决赛中，因为伤势影响，只跑出10秒05的成绩获得小组第5，没有能够进入决赛。
- 2009年8月16日，在柏林世界田径锦标赛男子100米决赛中，跑出了9.705秒的史上第3好成绩，打破了自己保持的美国纪录，却只获得了亚军。成为了田径史上唯一跑进9.8秒內卻没有获得冠军的选手。冠军是以9.58秒（9.572秒[2]）的成绩创造世界纪录的尤塞恩·博尔特。
- 2012年伦敦奥运会跑进一百米决赛。
- 2013年7月8日，基爾在國際田聯鑽石聯賽洛桑站的男子百米飛人大戰，以9秒79的成績奪冠，前世界紀錄保持者、牙買加跑手鮑維以0.09秒之差屈居亞軍。[3]

## 贊助商
基爾自2005年起就接受Adidas的贊助，在2013年7月14日被驗出曾服用禁藥後，贊助商Adidas馬上中止贊助合約。

## 國際大型運動賽會
| 年   | 賽事                          | 舉辦城市                 | 名次  | 項目          | 記錄                            |
| ---- | ----------------------------- | ------------------------ | ----- | ------------- | ------------------------------- |
| 2002 | 北美中美加勒比Sub25田徑錦標賽 | 美国德克薩斯州聖安東尼奧 | 金牌  | 4×100公尺接力 | 39.79秒                         |
| 2005 | 世界田徑錦標賽                | 芬兰赫爾辛基             | 第4名 | 200公尺       | 20.34秒                         |
| 2005 | 世界田徑錦標賽                | 芬兰赫爾辛基             | h1    | 4×100公尺接力 | Did Not Finish                  |
| 2005 | World Athletics Final         | 摩納哥丰維耶             | 金牌  | 200公尺       | 19.96秒                         |
| 2006 | World Athletics Final         | 德国斯圖加特             | 銅牌  | 100公尺       | 9.92秒                          |
| 2006 | World Athletics Final         | 德国斯圖加特             | 金牌  | 200公尺       | 19.68秒（世界田徑總決賽紀錄）   |
| 2006 | IAAF World Cup                | 希腊雅典                 | 金牌  | 100公尺       | 9.88秒（IAAF世界盃紀錄）        |
| 2006 | IAAF World Cup                | 希腊雅典                 | 金牌  | 4×100公尺接力 | 37.59秒（IAAF世界盃紀錄）       |
| 2007 | 世界田徑錦標賽                | 日本大阪府大阪市         | 金牌  | 100公尺       | 9.85秒                          |
| 2007 | 世界田徑錦標賽                | 日本大阪府大阪市         | 金牌  | 200公尺       | 19.76秒                         |
| 2007 | 世界田徑錦標賽                | 日本大阪府大阪市         | 金牌  | 4×100公尺接力 | 37.78秒                         |
| 2008 | 夏季奧林匹克運動會            | 中国北京市               | 5sf2  | 100公尺       | 10.05秒                         |
| 2008 | 夏季奧林匹克運動會            | 中国北京市               | h1    | 4×100公尺接力 | Did Not Finish                  |
| 2009 | 世界田徑錦標賽                | 德国柏林                 | 銀牌  | 100公尺       | 9.705秒                         |
| 2009 | World Athletics Final         | 希腊塞薩洛尼基           | 金牌  | 100公尺       | 9.88秒                          |
| 2010 | IAAF Continental Cup          | 斯普立                   | 金牌  | 4×100公尺接力 | 38.25秒                         |
| 2015 | 世界接力賽                    | 巴哈马拿索               | 金牌  | 4×100公尺接力 | 37.38秒（世界接力賽紀錄）       |
| 2015 | 世界田徑錦標賽                | 中国北京市               | 第6名 | 100公尺       | 10.00秒                         |
| 2015 | 世界田徑錦標賽                | 中国北京市               | f     | 4×100公尺接力 | Disqualified（IAAF Rule 170.7） |
| 2016 | 夏季奧林匹克運動會            | 巴西里約熱內盧           | f     | 4×100公尺接力 | Disqualified（IAAF Rule 170.7） |

## 統計
| 成績                    | 風速（m/s） | 反應時間 | 日期          | 地點                         | 地面條件（溼度，溫度，天氣狀況） |
| ----------------------- | ----------- | -------- | ------------- | ---------------------------- | -------------------------------- |
| 9.69秒                  | +2.0        | 0.178秒  | 2009年9月20日 | 中国上海市徐匯區             |                                  |
| 9.705秒                 | +0.9        | 0.144秒  | 2009年8月16日 | 德国柏林                     | 39%，26℃                         |
| 9.77秒                  | +1.6        |          | 2008年6月28日 | 美国俄勒岡州雷恩郡尤金       |                                  |
| 9.77秒                  | +0.4        | 0.171秒  | 2009年7月10日 | 義大利羅馬                   |                                  |
| 9.78秒                  | -0.4        | 0.144秒  | 2010年8月13日 | 英国 英格兰倫敦              | 68%，16℃，Cloudy                 |
| 9.79秒                  | +0.1        | 0.148秒  | 2010年8月27日 | 比利时布魯塞爾               | 88%，15℃，Cloudy                 |
| 9.79秒                  | +1.1        |          | 2011年6月4日  | 美国佛羅里達州雷克郡克勒蒙   |                                  |
| 9.84秒                  | +1.0        |          | 2006年8月18日 | 瑞士蘇黎世                   |                                  |
| 9.84秒                  | -0.5        |          | 2007年6月22日 | 美国印第安那州印第安納波利斯 |                                  |
| 9.84秒                  | 0.0         | 0.164秒  | 2010年8月6日  | 瑞典斯德哥爾摩               | 74%，19℃，Clear Sky              |
| 平均約9.7812447611811秒 |             |          |               |                              |                                  |

## 外部連結
- 泰森·盖伊在国际奥林匹克委员会的资料
- 泰森·盖伊在的頁面
- 泰森·盖伊的Facebook專頁
- 泰森·盖伊的X（前Twitter）
- 泰森·盖伊的Instagram帳戶